# أنيس عبيد
أنيس عبيد (1909 - 10 ديسمبر 1988) مترجم مصري اشتهر بأعماله في ترجمة الأفلام إلى اللغة العربية.

## حياته
ولد عام 1909 في أسرة مصرية راقية ثريا وكان واسع الثقافة ومحب للأفلام الأجنبية التى كانت تعرض من دون ترجمة.لم تكن الترجمة حرفته ، درس في كلية الهندسة جامعة القاهرة وتخرج عام 1932، سافر بعدها الي بعثة الي باريس فرنسا للحصول على درجة الماجستير في الهندسة ، و في مقر الجامعة تغير مسار حياته و قرأ إعلانا بالصدفة عن دورات تدريبية لكيفية دمج الترجمة المكتوبة علي شريط السينما. جاء في ذهنه فكرة استخدامها في الأفلام السينمائية للمصريين.وفى باريس التقى بالفنان محمد عبدالوهاب وطاقم فيلم "الوردة البيضاء" حيث مثل في الفيلم دور من جملة واحدة احتاجوا كومبارس مصرى ليقولها، وبذلك اقترب من الوسط السينمائى فعاد لمصر تاركًا الماجستير وراءه ودخل مجال المونتاج السينمائى، حيث عمل كمونتير لفيلمى "كله إلا كده" و"الغندورة" عام 1934 ثم كف بعدهما نهائيًا عن ممارسة المونتاج للتركيز في مشروعه الأول وهو الترجمة -ظهرت فكرة ترجمة الأفلام الأجنبية عام 1912 على يد "ليوبولد فيوريللو" الإيطالي المقيم في مصر، وكانت مكتوبة على ألواح زجاجية يعرضها "البروجكتور" على شاشة صغيرة غير واضحة بجوار الشاشة الأصلية التى يعرض عليها الفيلم ولم تكن تترجم حوار الفيلم جملة جملة؛ بل كانت عبارات قليلة تصف ما يحدث في هذا الجزء من الفيلم، لم تنتشر هذه الطريقة كثيرًا لتكلفتها وصعوبة متابعة الأحداث على شاشتان منفصلتان.ولم يشاهد الأفلام الأجنبية سوى الأجانب المقيمين في مصر وبعض المثقفين من المصريين وعندما كان الشاب "أنيس" يذهب مع أصدقائه للسينما الصيفى يجلس وسطهم لاعبًا دور المترجم لينقل لهم ما يفوتهم من حوارت وأحداث، الأمر الذي كان يفسد متعته طول الوقت، فشغلته هذه المشكلة

## معامل أنيس عبيد
قامت معامل أنيس عبيد بالقاهرة بترجمة جميع أفلام هوليوود بدايةً من فيلم لص بغداد والطيب والشرس والقبيح، وأصبحت معامل أنيس عبيد هي الأشهر والأوسع انتشارا في مصر والعالم العربي في مجال ترجمة الأفلام [بحاجة لمصدر].